# Pavel Sivakov
Pavel Aleksejevitj Sivakov (født 11. juli 1997) er en professionel cykelrytter med statsborgerskab i Rusland og Frankrig, der er på kontrakt hos UAE Team Emirates XRG.
Som junior vandt Sivakov i 2015 klassikeren Flandern Rundt, og han fik i 2016 en andenplads i Liège-Bastogne-Liège for U23-ryttere. I 2017 vandt han GiroBio - U23-rytternes udgave af Giro d'Italia. Fra 2018 skrev han kontrakt med Team Sky.